# (1828) Kashirina
(1828) Kashirina es un asteroide que forma parte del cinturón de asteroides y fue descubierto por Liudmila Ivanovna Chernyj el 14 de agosto de 1966 desde el Observatorio Astrofísico de Crimea, Naúchni.

## Designación y nombre
Kashirina se designó al principio como 1966 PH.
Está nombrado, a petición de la descubridora, en honor del físico soviético Valentin Semenovich Kashirin.

## Características orbitales
Kashirina está situado a una distancia media de 3,062 ua del Sol, pudiendo alejarse hasta 3,391 ua. Su inclinación orbital es 14,31º y la excentricidad 0,1074. Emplea en completar una órbita alrededor del Sol 1957 días.